# Гафурова, Гульфида Шайхиевна
Гульфида Шайхиевна Гафурова (род. 5 июля 1966 Целиноград, Казахская ССР, СССР) — казахская артистка балета, педагог-репетитор. Заслуженный деятель Казахстана (2003).

## Биография
Родилась 5 июля 1966 года в Целинограде в татарской семье.
Обучалась в Алматинском хореографическом училище с 1976 по 1984 года, затем в КазНАИ им. Т. К. Жургенова по специальности «Педагог-хореограф».
С 1984 года — артистка балета, педагог-репетитор и главный балетмейстер Государственного академического театра танца Республики Казахстан под руководством Булата Аюханова.

## Творчество

### Ведущие партии в балетах
- «Кармен-сюита»
- «Праздник в Севилье»
- «Преступление и наказание»

### Вариации
- «Спящая красавица»
- «Лебединое озеро»
- «Дон Кихот»
- «Шопениана»

### Сольные номера
- «Умирающий лебедь»
- «Испанская рапсодия»

### Хореографические миниатюры
- «Западня»
- «Электра»
- «Танцуй, моя Эсмеральда»

## Награды
- 2000 — Заслуженный деятель культуры Казахстана
- 2003 — Заслуженный деятель Казахстана